# Grau sexagesimal
Un grau sexagesimal (símbol °) és una unitat de mesura dels angles del pla definit com a la sexagèsima part de qualsevol dels angles (iguals) d'un triangle equilàter.
Equival a la norantena part de l'angle recte. Es relaciona amb el radiant per mitjà de:
El grau es divideix en 60 minuts d'arc (contraposat al minut, unitat de temps, seixantena part de l'hora), i cada minut d'arc es divideix en 60 segons d'arc.
{\displaystyle 1^{\circ }={\frac {2\cdot \pi }{360}}{\mbox{ rad}}={\frac {\pi }{180}}{\mbox{ rad}}\approx 0,01745{\mbox{ rad}}}
{\displaystyle 1{\mbox{ rad}}={\frac {360^{\circ }}{2\cdot \pi }}={\frac {180^{\circ }}{\pi }}\approx 57^{\circ }\,17'\,45''}
Els seus divisors són:
- Un grau sexagesimal són seixanta minuts sexagesimals (1° = 60′) (a vegades abreujats arcmin)
- Un minut sexagesimal són seixanta segons sexagesimals (1′ = 60″)

En una calculadora, quan sobre un angle actua una funció trigonomètrica s'acostuma a expressar en graus i part decimal de grau.
sin (47° 52′ 38″) = sin (47,877222..) = 0,741709...
Així 32,4762° = 32° 28′ 34,32″ on els divisors del segon sexagesimal sí que usen el sistema decimal.
Altres unitats per a mesurar angles del pla són el radiant i el grau centesimal.
A les calculadores s'acostuma a indicar les unitats utilitzades en els càlculs d'angles amb les abreviatures següents:
| graus sexagesimals | DEG |
| radiants           | RAD |
| graus centesimals  | GRA |

| unitat                     | valor               | símbol               | abreviatura(es)            |
| -------------------------- | ------------------- | -------------------- | -------------------------- |
| grau                       | 1/360 cercle        | ° símbol de graus    | º                          |
| minut d'arc                | 1/60 graus          | ′ (símbol de minuts) | {\displaystyle {\hat {'}}} |
| segon d'arc                | 1/60 minuts d'arc   | ″ (símbol de segons) | ″                          |
| mil·lèsimes de segon d'arc | 1/1000 segons d'arc |                      | msa                        |

## Origen
El sistema sexagesimal va ésser utilitzat des del temps dels sumeris.
El triangle equilàter, anomenat el triangle perfecte (angles iguals i costats iguals), fàcil de reproduir com a eina de mesura, podria haver sigut una mesura patró. La divisió del seu angle en el sistema sexagesimal és el grau (del llatí gradus: graó o esglaó, però també grau militar o sigui elevació).